# Saphonecrus
Saphonecrus is een geslacht van vliesvleugelige insecten van de familie Echte galwespen (Cynipidae).

## Soorten
- S. barbotini Pujade-Villar & Nieves-Aldrey, 1986
- S. cephaloincisus Nieves Aldrey, 1986
- S. connatus (Hartig, 1840)
- S. haimi (Mayr, 1873)
- S. lusitanicus (Tavares, 1901)
- S. undulatus Mayr, 1872